# عامل تبييض الدقيق
عامل تبييض الدقيق هو عامل يضاف إلى الدقيق لجعله يظهر بلون أبيض ويؤكسد غلاف حبوب القمح ويساعد على نمو الغلوتين، الدقيق الطازج المطحون يظهر بصبغة مائلة للّون الأصفر نتيجة وجود صبغات في القمح.
عوامل التبييض الاعتيادية:
- بيروكسيد عضوي أو بيروكسيد البنزويل.

- بيروكسيد الكالسيوم.
- ثاني أكسيد النيتروجين.
- كلور.
- ثاني أكسيد الكلور.
- أزوديكاربوناميد.
- الأكسجين في الغلاف الجوي، ويعتبر عامل تبييض طبيعي.

يُمنع استعمال الكلور، والبرومات، والبيروكسيد في الاتحاد الأوروبي.
في صناعة البسكويت، استعمال الدقيق المُضاف عليه كلور يقلل من انتفاخ الدقيق ويُعطي البسكويت النحافة في سمكه.
يُمكن معالجة الدقيق في فرن ميكرويف لإعطاء نتائج كيميائية مشابهة لعملية التبييض، وغالباً ما يحدث ذلك في الدول المحظور فيها تبييض الدقيق. وهذا يُحسّن من قوام المخبوز النهائي في المعجنات بشكل عام.